# Coccidiphaga cretacea
Coccidiphaga cretacea är en fjärilsart som beskrevs av George Francis Hampson 1893. Coccidiphaga cretacea ingår i släktet Coccidiphaga och familjen nattflyn. Inga underarter finns listade i Catalogue of Life.